# Saarijärvi (sjö i Puolango, Kajanaland)
Saarijärvi är en sjö i kommunen Puolango i landskapet Kajanaland i Finland. Den är 7,5 meter djup. Arean är 35 hektar och strandlinjen är 3,07 kilometer lång. Sjön  ingår i Uleälvens huvudavrinningsområde.   Den ligger omkring 75 kilometer norr om Kajana och omkring 550 kilometer norr om Helsingfors. 